# Spider-Man: Beyond the Spider-Verse
Spider-Man: Beyond the Spider-Verse és una propera pel·lícula de superherois animada per ordinador amb el personatge de Marvel Comics Miles Morales / Spider-Man, produïda per Columbia Pictures i Sony Pictures Animation en associació amb Marvel Entertainment, i distribuïda per Sony Pictures Releasing. És una seqüela de Spider-Man: Un nou univers (2018) i Spider-Man: creuant el Multivers (2023) està ambientada en un multivers anomenat "Spider-Verse". La pel·lícula és dirigida per Joaquim Dos Santos, Kemp Powers i Justin K. Thompson, i inclou la veu de Jason Schwartzman.
Sony va començar a desenvolupar una seqüela d'Un nou univers abans de l'estrena d'aquesta pel·lícula el 2018 i, finalment, va decidir dividir-la en dues pel·lícules que es van revelar el desembre de 2021. El títol de la tercera pel·lícula es va anunciar l'abril de 2022.